# Alexandre Joan Cuza
Alexandre Joan Cuza o Alexandre Joan I (en romanès) Alexandru Ioan Cuza - (n. 20 de març de 1820 a Bârlad, Romania - m. 15 de maig de 1873, a Heidelberg, Alemanya), fou el fundador de la Romania moderna, el príncep de la Unió, i el primer príncep de Romania (1859 - 1866).

## Cronologia (1856 - 1866)

### 1859
El dia 5 de gener, a Iaşi, Alexandre Joan Cuza fou escollit príncep de Moldàvia.
El dia 24 de gener, a Bucarest, fou també escollit príncep de Muntènia.
Per això els romanesos, com que no volien una duplicació de poder relatiu a dos països amb dues monarquies, dos governs, dos parlaments, etc., aprofitaren l'absència de precisió de la possibilitat que aquestes dues monarquies poguessin ser governades o no per una mateixa persona, i foren dirigides de manera deliberada per un mateix príncep, Alexandre Joan Cuza, que realitzà, de fet, la unió dels Principats Romanesos.
Aquest militar de professió relativament jove mostrà un talent polític, de lideratge, diplomàtic, visionari, amb una capacitat notable d'execució d'un projecte secular per als romanesos.
Inicià immediatament la creació, als centres principals del país, d'institucions de cultura general i d'institucions d'ensenyament mitjà. Un any més tard, el 1860, es crearen les primeres institucions d'ensenyament superior.

### 1860
Aquest any es fundà, a Iaşi, la Universitat, el Conservatori de Música, i es preparà un Projecte de llei orgànica per a la instrucció pública als Principats Units, amb la qual es preveia l'obligatorietat de l'ensenyament primari als pobles i ciutats.
Als pressupostos de l'any 1860, es preveia un increment real del nombre d'escoles rurals. En aquests primers anys s'establiren convenis i relacions diplomàtiques amb diversos estats. També en aquest any, es fundà a París una agència diplomàtica dels Principats Units i s'acordà una convenció telegràfica amb Rússia, "la primera convenció internacional dels Principats Units".

### 1861
El dia 24 de desembre, tot i que tots dos principats units encara restaven sota sobirania feudal otomana, Alexandre Joan Cuza declarà l'existència de l'estat de Romania amb capital a Bucarest.

### 1862
Durant l'any de 1862 s'establiren acords i relacions telegràfiques amb l'Imperi dels Habsburg (Àustria).
Es produí la revolució dels camperols liderada per Mircea Mălăieru.

### 1863
Alexandre Joan Cuza formà un govern singular sota la direcció de Mihail Kogălniceanu. El nou govern creà i presentà a l'Assemblea un projecte de llei relatiu a la secularització de les propietats monasterials, amb la qual s'aboliren els poders feudals. A més, se someté el poble a l'aprovació a través de plebiscit, d'un nou impost, una nova llei electoral. Es nacionalitzaren els Correus i Telègrafs de capital grec.

### 1864
Es creà la Llei Rural, a través de la qual s'anul·lava la servitud. La reforma agrària de 1864, aplicada en termes generals a partir del 1865, satisfeu parcialment la necessitat de terres dels camperols, abolí les servituds i relacions feudals, i impulsà significativament el desenvolupament del capitalisme. També es fundà la Universitat de Bucarest, es creà l'Escola de Belles Arts, a Bucarest, presidida per Theodor Aman, i fou inaugurada l'Escola de Medicina Veterinària.
No hi ha cap àmbit d'activitat econòmica, sociopolítica, cultural, administrativa o militar del país, on Cuza no hagi realitzat millores o renovacions organitzatives basades en les necessitats de l'època moderna.
Fou forçat a abdicar el dia 11 de febrer de 1866. Aquesta abdicació forçada pogué tenir conseqüències greus, atès que: 
1. Després de la dimissió de Cuza els vilatjans s'horroritzaren amb la idea de l'anul·lació de la reforma agrària.
2. El dia 3 d'abril de 1866, a Iaşi, el Moviment Separatista provocà l'anul·lació de la unió de Moldàvia amb Romania.
3. La Porta Sublim (otomana) mobilitza l'exèrcit al Danubi per a intervenir a Romania, i només es reconegué la unió de l'època del regnat de Cuza.

Fou inicialment sepultat a l'Església Senyorial al costat del Palau de Ruginoasa, tal com ell havia demanat, tot i que després de la Segona Guerra Mundial els seus ossos foren traslladats a l'Església de les Tres Jerarquies, a Iaşi.